# Дольск (гмина)
Дольск (пол. Dolsk) — гмина (волость) в Польше, входит как административная единица в Сьремский повет, Великопольское воеводство. Население — 5778 человек (на 2008 год).

## Соседние гмины
1. Гмина Борек-Велькопольски
2. Гмина Гостынь
3. Гмина Ярачево
4. Гмина Кшивинь
5. Гмина Ксёнж-Велькопольски
6. Гмина Пяски
7. Гмина Сьрем